# Сікамор-Гіллс (Міссурі)
Сікамор-Гіллс (англ. Sycamore Hills) — селище (англ. village) в США, в окрузі Сент-Луїс штату Міссурі. Населення — 561 особа (2020).

## Географія
Сікамор-Гіллс розташований за координатами 38°42′5″ пн. ш. 90°20′56″ зх. д. / 38.70139° пн. ш. 90.34889° зх. д. (38.701327, -90.348968).  За даними Бюро перепису населення США в 2010 році селище мало площу 0,37 км², уся площа — суходіл.

## Демографія
Згідно з переписом 2010 року, у селищі мешкало 668 осіб у 282 домогосподарствах у складі 167 родин. Густота населення становила 1820 осіб/км².  Було 294 помешкання (801/км²).
Расовий склад населення:
| - 82,8 % — білих - 12,3 % — чорних або афроамериканців - 0,7 % — азіатів |

До двох чи більше рас належало 3,4 %. Частка іспаномовних становила 4,2 % від усіх жителів.
За віковим діапазоном населення розподілялося таким чином: 20,5 % — особи молодші 18 років, 65,4 % — особи у віці 18—64 років, 14,1 % — особи у віці 65 років та старші. Медіана віку мешканця становила 40,9 року. На 100 осіб жіночої статі у селищі припадало 94,2 чоловіків;  на 100 жінок у віці від 18 років та старших — 95,2 чоловіків також старших 18 років.
Середній дохід на одне домашнє господарство  становив 64 593 долари США (медіана — 56 875), а середній дохід на одну сім'ю — 69 248 доларів (медіана — 72 734). За межею бідності перебувало 13,4 % осіб, у тому числі 12,3 % дітей у віці до 18 років та 22,4 % осіб у віці 65 років та старших.
Цивільне працевлаштоване населення становило 334 особи. Основні галузі зайнятості: освіта, охорона здоров'я та соціальна допомога — 25,4 %, мистецтво, розваги та відпочинок — 13,2 %, будівництво — 11,4 %, фінанси, страхування та нерухомість — 10,5 %.